# Kacumoto Hosokawa
Kacumoto Hosokawa (japonsky 細川 勝元, Hosokawa Kacumoto; 1430-1473) byl jedním z šógunových zástupců v období Muromači. Proslavil se zejména jako zakladatel kláštera Rjóandži, známého svou kamennou zahradou. Stal se také jedním z hlavních aktérů války Ónin, jež odstartovala krvavé období Sengoku džidai.

## Předvečer války
Válka Ónin představovala důsledek jeho špatných vztahů se svým tchánem Sózenem Jamanou. Tři roky před jejím vypuknutím, v roce 1464, se šógunovi Jošimasovi Ašikagovi narodil syn. Protože Kacumoto vždy stál po boku klanu Ašikaga, spatřoval v zajištění Jošimasova dědice záruku úspěšné budoucnosti pro svůj klan, možná proto také získal dostatečnou sebedůvěru k tomu, aby úspěšně zlikvidoval svého tchána Souzena, který se přiklonil k šógunově manželce Tomiko ve snaze prosadit jako nástupce nově narozeného šógunova syna oproti šógunově úmyslu pověřit úřadem svého mladšího bratra Jošimiho.

## Válka Ónin
Během války bylo silně poškozeno hlavní město šógunátu Kjóto, které devastovala osmdesítitisícová vojska na obou stranách konfliktu. Došlo k tomu i přesto, že šógun vydal prohlášení o tom, že bude za rebela označen ten, kdo ve městě první vyprovokuje boje. Toto prohlášení sice udrželo nějaký čas obě armády na uzdě, ale tendence na obou stranách byly příliš silné na to, aby se podařilo udržet klid zbraní. Bohužel pro Kacumota to byl právě on, kdo porušil dočasné příměří v Kjótu a zaútočil na Isšiki, sídlo generálů klanu Jamana. Vypukla tak bitva ve městě, která se vyznačovala silnými pozičními atributy, obléhacími technikami a obrannými taktikami. Není divu, že si vyžádala mnoho obětí na životech a obrovské materiální škody na městských budovách. V této chvíli již byla Hosokawova armáda známá jako Východní armáda, Jamanova jako Západní armáda, podle městských částí, které měly obě armády pod kontrolou.
Zajímavou strategickou poznámkou je informace, že byť se těžiště bitev odehrávalo uvnitř města, pojistil se Kacumoto i proti případným překvapením ze strany protivníka. Poslal část své armády, aby kontrolovala hlavní přístupové cesty k městu a navíc ještě poslal další muže do Souzenových provincií, kde měli dohlížet na to, aby Souzen nemohl úspěšně doplňovat logistický materiál a mužstvo.

## Převaha Hosokawů
Přestože Hosokawové první porušili edikt o nepřijatelnosti bojů uvnitř Kjóta, podařilo se Kacumotovi mu přesvědčit šóguna, aby za rebela a provokatéra označil Jamany. Nahrál tomu podstatnou měrou fakt, že Jošimi zradil Hosokawy a přidal se na stranu klanu Jamana poté, co se Jamanům podařilo získat si podporu silného klanu Óuči. Navíc se dožadoval titulu generála šógunových vojsk včetně podpory šógunových oddílů. Jeho požadavky byly splněny jen částečně, mohl sice bojovat ve jménu šóguna, ale bez jakékoliv vojenské podpory stolce. Avšak i tato „papírová“ podpora ze strany bakufu měla za následek obrovské zvýšení bojové morálky na straně Hosokawů a úměrně k tomu čím dál větší beznaděj na straně Jamanů. Snížení bojového ducha způsobilo návazné obtíže: dezerci Souzenových vojáků, přebíhání k nepříteli a dokonce i odvracení dosavadních spojeneckých provincií, o což se horlivě starali Hosokawovi vyslanci.
Již následujícího roku po vypuknutí vřavy, v roce 1468, boje pomalu ustávaly. Zdroje obou stran se krátily a válka nyní nabrala silně defenzivní charakter. Přímý vojenský konflikt se promítl také do politické situace, jež vyvrcholila nástupnictvím šógunova syna na stolec. Vyčerpávající boje a s nimi spojené lidské a materiální škody přesvědčily Hosokawu o nutnosti ukončit válku. To se také skutečně podařilo. O pár let později, roku 1473, Hosokawa, ale i Jamana umírají a Japonsko čeká po kraťoučkém období míru chmurná éra Sengoku džidai.